# Osea Gavidi
Ratu Osea Gavidi, né en octobre 1943 et mort à Suva le 3 avril 2015, est un chef coutumier et homme politique fidjien.

## Biographie
Chef autochtone de haut rang, en janvier 1976 il accompagne ses amis néo-hébridais James Bakeo et Timothy Welles au siège de l’Organisation des Nations unies à New York, pour soutenir leur demande de reconnaissance par l'ONU du projet de sécession de l'île néo-hébridaise d'Espiritu Santo ; sans succès,.
Élu député sans étiquette de la province de Nadroga et de Navosa aux élections législatives fidjiennes de mars 1977, il s'associe (sans le rejoindre) au Parti de la fédération nationale. Réélu sans étiquette aux élections anticipées de septembre 1977, il fonde en 1981 le Front occidental uni (Western United Front, FOI), parti qui défend les intérêts de la région occidentale du pays, la plupart des dirigeants politiques fidjiens étant issus de l'aristocratie coutumière de l'est de l'archipel. Il prône un développement des services publics pour la région, et une autonomie locale dans la gestion des ressources naturelles. Le FOI forme une coalition avec le Parti de la fédération nationale en amont des élections législatives de 1982, qui s'avèrent toutefois un échec. Le parti n'obtient que deux sièges. En association cette fois avec une faction dissidente du PFN, le FOI ne remporte aucun siège aux élections de 1987, et sombre dans l'oubli.
Délaissant son parti moribond et son alliance avec le parti de la communauté indo-fidjienne, Osea Gavidi se présente avec succès aux élections de 1992 sous l'étiquette du Parti nationaliste fidjien (PNF), parti d'extrême-droite ethnique autochtone qui propose davantage d'autonomie pour les régions. Il redevient ainsi député de Nadroga et de Navosa. L'année suivante avec Sakeasi Butadroka, chef du PNF, il lance le « Conseil des chefs de Viti Levu », pour protester contre la domination du Grand Conseil des chefs par des chefs des régions orientales. La classe politique n'accorde aucun crédit à ce mouvement, qui disparaît à son tour. En 2000, Osea Gavidi et ses partisans proclament une confédération autonome dans l'ouest du pays, et menacent de faire sécession. Ce mouvement prétend fonder une « confédération occidentale » comme quatrième grande confédération coutumière autochtone, aux côtés des trois existantes. Là encore, ce coup d'éclat n'aboutit à rien,.
En 2006, ayant fondé une « Association des propriétaires des terres et ressources des Fidji », il annonce aux médias la signature d'un accord avec un prétendu « Bureau du contrôle du trésor international » pour un fonds d'investissement de F$ six milliards pour créer une banque commerciale en soutien aux propriétaires fonciers autochtones. Cet accord, frauduleux, ne donnera rien. En 2016, il ressuscite néanmoins l'Association et annonce être en discussion avec un milliardaire chinois en vue d'un accord similaire, qui une nouvelle fois ne donnera rien,.
En octobre 2014, il initie ou soutient la proclamation d'un « État souverain chrétien de Nadroga-Navosa », mouvement séparatiste autochtone dans la région de l'ouest. Un « gouvernement » de dix-huit membres est formé dans le village de Cuvu mais, interrogé par la presse, Osea Gavidi affirme qu'il s'agit d'une « affaire privée » qui n'aurait pas dû être révélée au public. Les chefs de la province dénoncent ce mouvement,. La porte-parole de cet « État » déclare s'opposer à la constitution laïque des Fidji, et au fait que le procureur général du gouvernement fidjien, Aiyaz Sayed-Khaiyum, soit musulman. Osea Gavidi meurt à l'hôpital à Suva en avril 2015, « après une courte maladie », et est inhumé à Cuvu. En novembre 2017, quatorze participants au mouvement sécessionniste sont reconnus coupables de sédition par la justice fidjienne, et condamnés à deux ans et trois mois de prison.